# Karel Van Wijnendaele
Karel Van Wijnendaele, de son véritable nom Karel Steyaert (né le 16 novembre 1882 à Thourout et mort le 20 décembre 1961 à Laethem-Saint-Martin) est un journaliste catholique « flamingant » qui fut un pionnier du journalisme cycliste et de l’historiographie du cyclisme en Belgique. En 1913, il coorganise le premier Tour des Flandres, créé sur une idée de Leon van den Haute,,.

## Biographie
Karel Van Wijnendaele, de son véritable nom Karel Steyaert, est né en 1882 à Torhout. Il fonda le quotidien Sportwereld en 1912 pour lequel il était journaliste. Pour Karel Van Wijnendaele, le cyclisme devait participer à l’émancipation du peuple flamand. Il s’employa dès lors à développer le cyclisme en Flandres.
Sous la direction du créateur du Tour des Flandres Léon van den Haute, il organise la course à partir de 1913. Il fut le créateur et le manager du fameux team des « Flandriens » qui sur toutes les pistes d’Europe, accumulent les succès dans les courses à l’américaine,  entre 1913 et 1923 et fut également à partir de 1930 le sélectionneur de l’équipe nationale belge au Tour de France. Cette mainmise sur le cyclisme belge et en particulier sur le cyclisme flamand entraina quelques désagréments pour les coureurs ou groupes qu’il n’appréciait pas : ils étaient absents de ses sélections et/ou de ses rédactions. Ses préférences allaient la plupart du temps aux cyclistes de Flandre-Occidentale ou Orientale. Les Anversois, les Limbourgeois, les Brabançons ou les Bruxellois n’entraient pas en ligne de compte tandis que les Wallons apparaissaient comme des repoussoirs ou, au mieux, comme des seconds couteaux. Ses deux livres Het rijke vlaamsche wielerleven et Mensen en dingen uit de Ronde van Frankrijk ont contribué, par le biais du sport, à la construction d’une identité et à la création d’un sentiment de fierté pour le peuple flamand laborieux. Les vainqueurs flamands du Tour de France étaient promus au rang de héros (notamment Sylvère Maes en 1939). Steyaert fut soutenu dans sa propagande nationaliste par des intellectuels eux-mêmes flamingants comme Vermeulen ou bien Callewaert.
Dès 1923 et jusqu’à aujourd’hui encore, l’appellation « Flandrien » est usitée pour désigner les coureurs flamands importants ou les grands vainqueurs des courses flandriennes. Karel Steyaert est décédé en 1961 à Laethem-Saint-Martin.

## Ouvrages
- Het rijke vlaamsche wielerleven (2 volumes), Gand, 1942.
- Mensen en dingen uit de Ronde van Frankrijk, Gand, 1948.